# Kristian Bezuidenhout
Kristian Bezuidenhout (Sudafrica, 1979) è un pianista australiano.
È nato in Sud Africa nel 1979 e ha iniziato i suoi studi in Australia, gli ha completati presso la Eastman School of Music ed ora vive a Londra. Dopo gli studi iniziali come pianista moderno con Rebecca Penneys, ha esplorato le prime tastiere, studiando il clavicembalo con Arthur Haas e il fortepiano con Malcolm Bilson.
Bezuidenhout ha ottenuto per la prima volta il riconoscimento internazionale all'età di 21 anni dopo aver vinto il prestigioso il primo premio e il premio del pubblico al Concorso Fortepiano di Bruges.

## Registrazioni
- Kristian Bezuidenhout, Freiburger Barockorchester, Pablo Heras-Casado. Felix Mendelssohn, Piano Concerto No.2 & Symphony No.1. Fortepiano Erard 1837. Harmonia Mundi
- Daniel Hope, Kristian Bezuidenhout, Anne Sofie von Otter (mezzosoprano), Chamber Orchestra of Europe. Vivaldi. Deutsche Grammophon
- Kristian Bezuidenhout, Jan Kobow. Franz Schubert. Die schone Mullerin. Fortepiano Graf (Paul McNulty). Atma
- Kristian Bezuidenhout. Wolfgang Amadeus Mozart. Complete Keyboard Sonatas Fortepiano Walter (Paul McNulty). Harmonia Mundi
- Kristian Bezuidenhout. Ludwig van Beethoven. Piano Concertos Nos. 2&5. Fortepiano Graf 1824 (R.Regier). Harmonia Mundi.
- Kristian Bezuidenhout, Isabelle Faust. Johann Sebastian Bach. Sonatas for Violin & Harpsichord. Harmonia Mundi